# 川端道喜
川端道喜（かわばたどうき）は、京都の老舗和菓子店で、16世紀初頭の文亀、永正年間の創業と伝えられている。正式名称「御粽司 川端道喜」。川端道喜は初代から16代までこれまで暖簾を絶やすことなく、戦国時代から江戸時代にかけては宮中に餅を納める餅屋として知られており、またちまきの製造販売でも有名となり、江戸時代初期の四代川端道喜の頃から粽司（ちまきし）と呼ばれるようになった。
明治維新時の東京奠都後、京都に留まり、宮廷との縁が切れた形となった。以後は主として茶道関係者にちまき、和菓子を納入する形で商いを続けている。

## 創業

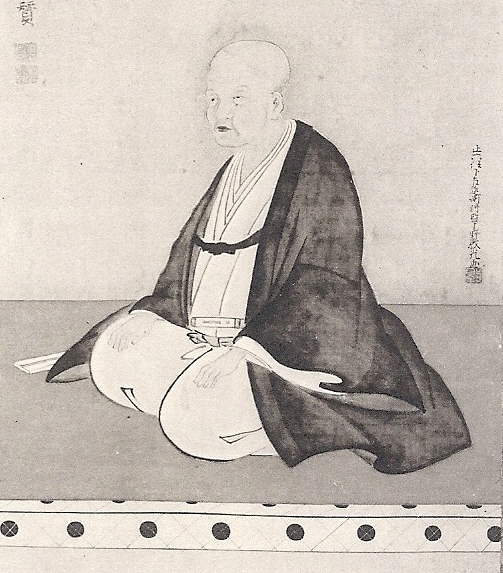
初代川端道喜像

応仁の乱によって荒れ果てた京都の町で、乱後、御所の北西、一条烏丸周辺の6つの町からなる「六町」という町組が誕生する。六町は公家と町衆との混住地として発展していき、やがて公家と町衆との文化的な交流の場として機能するようになった。そのような中で16世紀初頭に創業し、六町の発展とともに成長していった餅屋渡辺が川端道喜の前身であると考えられている。

### 家の鏡の記述から
川端道喜の祖は家伝によれば嵯峨天皇で、鬼退治で著名な渡辺綱の流れを継ぐ嵯峨源氏の一員、渡辺氏であるとしている。院政期には北面武士として京都南郊の鳥羽に居住するようになったという。
後述の文化2年（1805年）に完成した、川端道喜の沿革や由緒を記した「家の鏡」によれば、15世紀末から16世紀初頭にかけての後柏原天皇の御代、当時渡辺家の当主であった渡辺進は、渡辺家と以前から繋がりがあった鳥羽在住の中村家の五郎左衛門を婿に取って渡辺家を継がせた。この渡辺五郎左衛門が鳥羽から京都の新在家に移住して餅屋を始めたのが川端道喜の創業であるとしている。
「家の鏡」では、渡辺五郎左衛門が鳥羽から京都の新在家へ転居して餅屋を始めた時期についてははっきりとしないとしている。創業の時期は16世紀初頭の文亀、永正年間と伝えられていて、「家の鏡」には永正8年（1511年）に餅の司に任命されたとしており、同書の系図には永正年間から後述の「御朝物」を天皇に献上するようになったとしている。
創業者の渡辺五郎左衛門は若い頃、久我家に仕えていたことがあり、その時分に久我家の家紋である笹竜胆の紋を拝領したという。渡辺五郎左衛門は出家後、道喜を名乗った。初代道喜は天正20年7月26日（1592年8月23日）に亡くなった。
また道喜の店の前には小川があり、世間の人々は川端の道喜と呼ぶようになり、それがいつしか家名となり、更には付近の町名になったと紹介している。

### 同時代の史料から
「家の鏡」で紹介されている初代川端道喜の記述には、まず文亀、永正年間に創業し、天正末年に没したとすると初代道喜は極めて長寿であったと考えざるを得ないこと。また鳥羽から移住したとされる新在家が成立するのは元亀4年（1573年）の上京焼き討ち以降のことであると見られる等の疑問がある。
同時代の史料としては、まず川端家に伝えられてきた永正9年6月29日（1512年8月10日）付の、室町幕府奉公人連署奉書がある。奉書の宛先は京餅座であり、前年（永正8年、1511年）、洛中、洛外の餅役に関して幕府から許可を得たのにもかかわらず、座に属さない者たちから様々な難渋の儀を掛けられていると訴えたのに対して、幕府は永正8年の認可を再確認した上で、今後難渋の儀を吹っ掛けてくる者たちには厳罰を下すとの内容であった。この「室町幕府奉公人連署奉書」には川端道喜の関係者であると確認できる人物は登場しないが、京餅座に関係する文章が川端道喜に保管されていたことは、永正8、9年当時、川端道喜の前身が京餅座に関係する業務に従事していたと推測されている。
川端道喜の前身と推定される同時代の史料は、山科言継の言継卿記に見られる。言継卿記の天文21年6月13日（1552年7月4日）の記録には、正親町町人の餅屋四郎左衛門が前年の6月から腰が立たないという症状を訴え、つてを頼って山科言継に往診を依頼した。餅屋四郎左衛門を診察した言継は脚気であると判断し、7月中旬まで投薬を行った。続いて永禄6年6月9日（1563年6月29日）には、渡辺餅屋後室が言継の投薬で体調を回復したということで、お礼の品を贈ってきたという記述が見られる。ここから永禄6年までに渡辺四郎左衛門が没していたことが判明する。
永禄7年（1564年）以降、餅屋の渡辺彌七郎の名前がしばしば言継卿記に登場するようになる。渡辺彌七郎は山科言継宅で雑談をしたり碁や将棋を楽しんでおり、親しい知人同士となっていたと考えられる。「言継卿記」での渡辺彌七郎の最後の登場は元亀2年12月4日（1571年12月20日）のことである。そして川端道喜に伝えられている翌元亀3年8月3日（1572年9月10日）付の室町幕府奉行人連署奉書には、「鳥羽中村五郎左衛門入道道喜」の名が見られるので、元亀2年12月から翌3年の8月までの間に渡辺彌七郎（中村五郎左衛門）は出家して道喜を名乗ったと考えられる。そして山科言継の跡を継いだ山科言経の言経卿記には、天正4年（1576年）以降「道喜、渡辺又七」親子の記述が確認できる。高橋康夫はこの言継卿記、言経卿記に見られる餅屋の渡辺家に関する記述は、川端道喜の前身についての記録であると判断している。

### 高橋康夫の説
高橋康夫は「家の鏡」に記されている初代道喜の事績は、渡辺四郎左衛門と初代道喜（中村五郎左衛門、渡辺彌七郎）の事績が一緒になってしまったものと推定した。そして同時代の史料から川端道喜の創業期を以下のように推定している。
まず15世紀初頭、渡辺四郎左衛門が正親町で餅屋を経営していた。京餅座宛の永正9年（1512年）の室町幕府奉公人連署奉書は渡辺四郎左衛門の餅屋経営に関わるものであると推定され、天文21年（1552年）から永禄6年（1563年）までの間に亡くなった。
渡辺四郎左衛門の跡を継いだのが鳥羽の出身であった中村五郎左衛門であった。中村五郎左衛門は渡辺四郎左衛門に婿入りして渡辺姓となり、渡辺彌七郎を通称名とした。渡辺彌七郎は餅屋経営の傍ら、同じく六町に住む山科言継、言経親子を始め、公家衆や武士たちとも親交を深めていった。元亀2年（1571年）12月から翌元亀3年（1572年）8月までの間に出家して道喜を名乗り、天正20年7月26日（1592年9月2日）に亡くなった。
渡辺彌七郎の子、渡辺又七は父とともに活躍し、慶長13年2月24日（1608年4月9日）に亡くなった。

### 十五代川端道喜の説
十五代川端道喜は、川端道喜の創建時の経緯について高橋康夫とはやや違う解釈をしている。十五代川端道喜もやはり「家の鏡」の初代川端道喜の事績は、複数名のものが一緒になってしまっていると考えている。しかし16世紀初頭に餅屋渡辺を創業した人物は、「家の鏡」で渡辺五郎左衛門を婿に取った渡辺進であるとする。渡辺進は皇室の傭兵隊長のような立場から餅座の権利を取得した、いわば成り上がりの人物で、後継者として有望な人物を見つくろって娘婿としたのが鳥羽出身の中村五郎左衛門、初代川端道喜であると推測している。
創業者渡辺進は、天文5年（1536年）の法華一揆に連座して餅屋渡辺の経営から手を引くことになり、一揆後は婿養子の五郎左衛門が店を切り盛りするようになったと考えている。
そして五郎左衛門は自らの息子を政略絡みで久我家に奉公させた。後に二代目道喜となる息子は久我家から竜胆車の紋を拝領し、もともとの渡辺家の家紋であった三ツ星紋は出入紋とした。このような手段を用いて五郎左衛門は創業者、渡辺進色の一掃を図ったと考えている。15代川端道喜は、渡辺進は一代限りの餅屋と見なすべきで、実質的な川端道喜の創業者は法華一揆後に餅屋経営を担うようになった渡辺五郎左衛門、初代道喜であると主張している。

## 皇室との関係構築と特権の獲得

### 御朝物

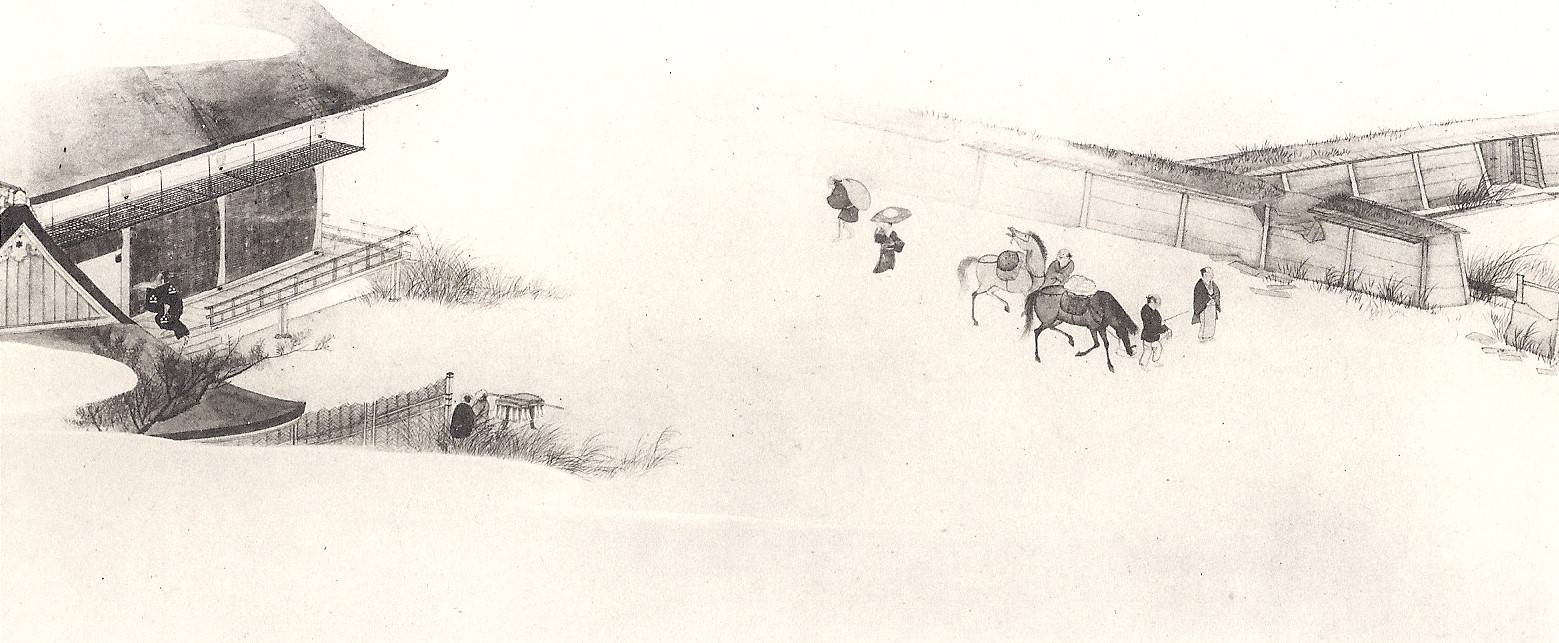
川端道喜の「御朝物」献上場面。「家の鏡」所収

16世紀初頭に創業した川端道喜は、創業後ほどなく皇室との関係を構築していく。応仁の乱後、皇室の経済力は著しく低下し、皇室の支援をすべき室町幕府も弱体化して天皇の食事の確保もままならない状況に陥っていた。そのような状況下、創業間もない川端道喜は、天皇に毎朝「御朝物」と呼ばれる餅を献上するようになったと伝えられている。
「御朝物」は、蒸したもち米を少し搗いたものを芯として塩味の潰し餡で包んだ、おはぎ、ぼたもちのようなものであった。実際、おはぎの原形との説もある。大きさは野球のボールを少し大きくしたくらいのもので、川端道喜はこの「御朝物」を6つ、天皇の朝食用として毎朝献上するようになったと言われている。

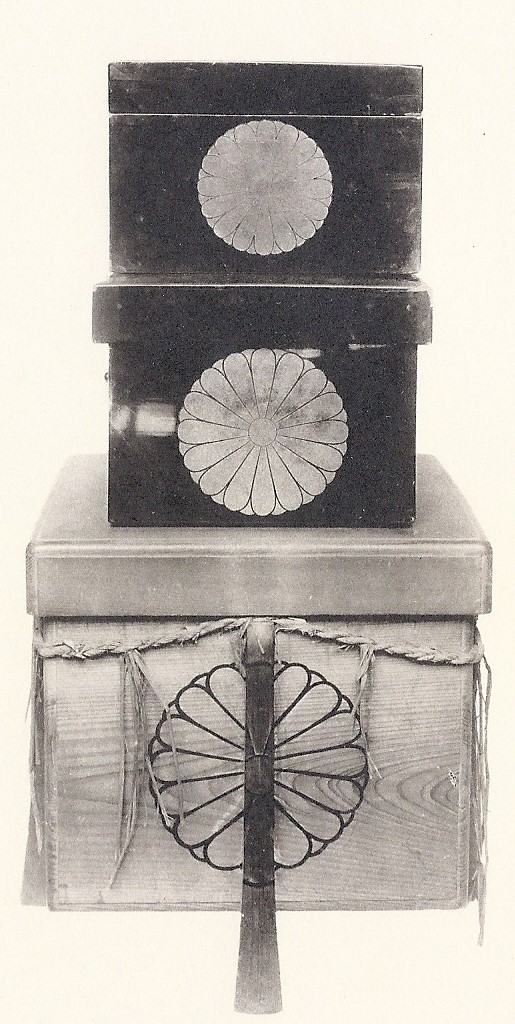
「御朝物」献上時に使用された御唐櫃。

日常の食事確保にも汲々としていた宮廷は餅屋川端道喜の「御朝物」献上を喜び、後柏原天皇は「御朝はまだか？」と、「御朝物」の到着を急かしたとの逸話も伝えられている。「家の鏡」では、「御朝物」の開始当初は物資が不足していたために硯箱の蓋に乗せられ、褐染（かちぞめ）の素袍を着た川端道喜が皇居に毎朝献上していて、餅を「かちん」とも呼ぶのは、褐染の素袍を着た川端道喜が御朝物を献上していたことが語源であり、物を硯箱の蓋に乗せて進呈する習わしもここから来たと紹介している。

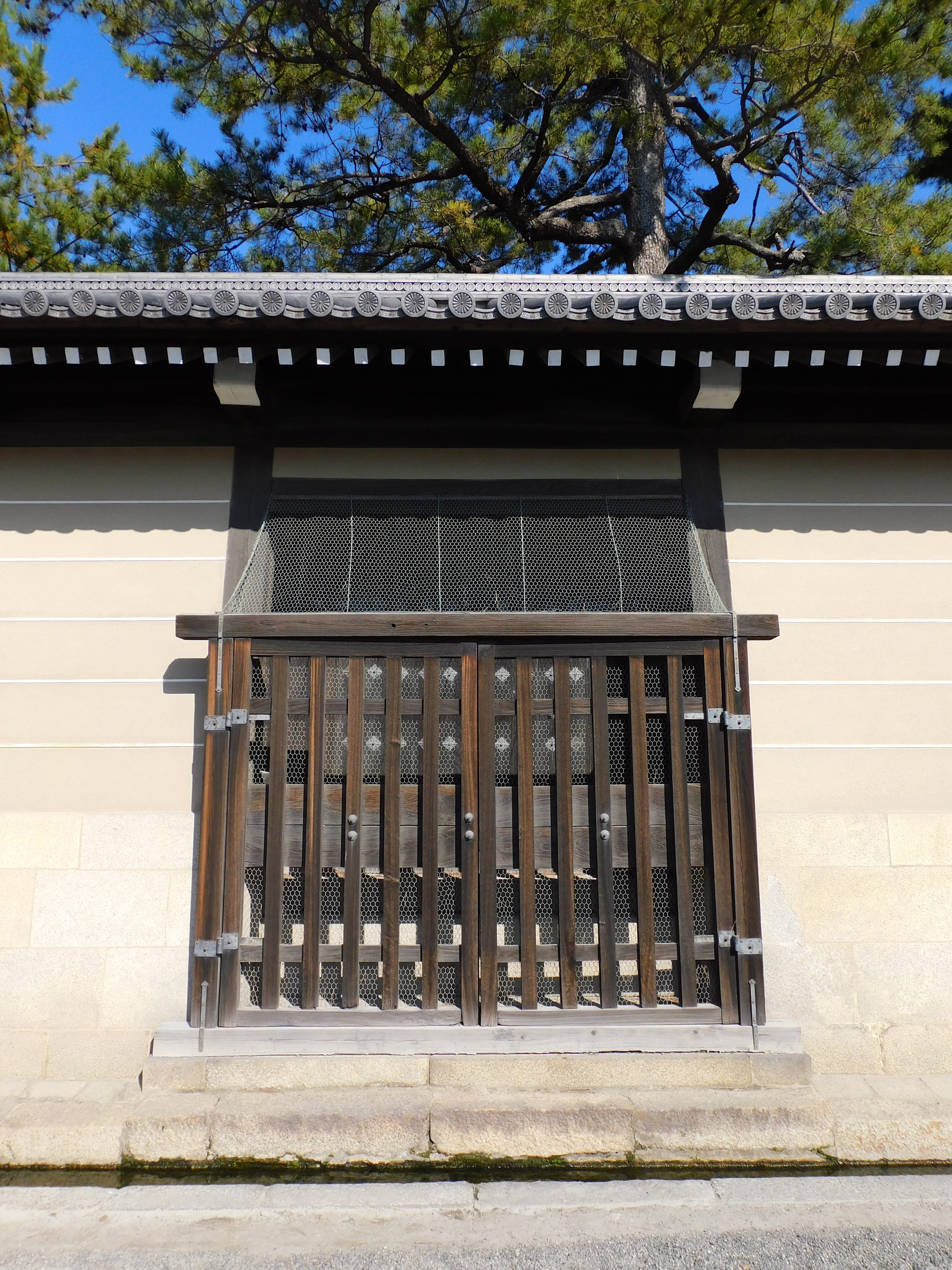
京都御所の道喜門

世の中が次第に落ち着いてくると、硯箱の蓋ではなく、御唐櫃と名付けられた三重の容器に入れて宮中に搬入されるようになった。そして塩味のおはぎのようであった「御朝物」も器に砂糖を薄く敷き、砂糖を付けながら食べるようになる。「御朝物」は正親町天皇までは実際に食べていたと伝えられているが、後水尾天皇の頃になると食べることは無くなった。天皇が食べることは無くなったものの、毎朝の「御朝物」の献上は吉例として続けられ、天皇が毎朝朝食前に、献上された「御朝物」を拝見するという一種の儀式となる。
川端道喜は「御朝物」を献上するために、現在の京都御苑西隣の店から蛤御門を通り、正門である建礼門の東隣の門を通行して御所に入ったと言われ。京見物の人たちが、「御朝物」献上の様子を見物していたとのエピソードも残っている。やがて毎朝川端道喜が通行する門は「道喜門」と呼ばれるようになり、現在の京都御所にも道喜門が遺されている。
在位中に天皇が崩御した場合には数日間、「御朝物」の献上は中断されるが、新天皇の践祚後に献上を再開していた。この「御朝物」の献上は東京奠都のため、明治天皇が京都を出発した明治2年3月7日（1869年4月18日）まで継続された。つまり後柏原天皇の時代である16世紀初頭から明治初年までの350年余り、献上が続けられたと伝えられていて、東京奠都後も天皇が京都に滞在する時には、川端道喜は「御朝物」を献上している。

### 六町の有力者として

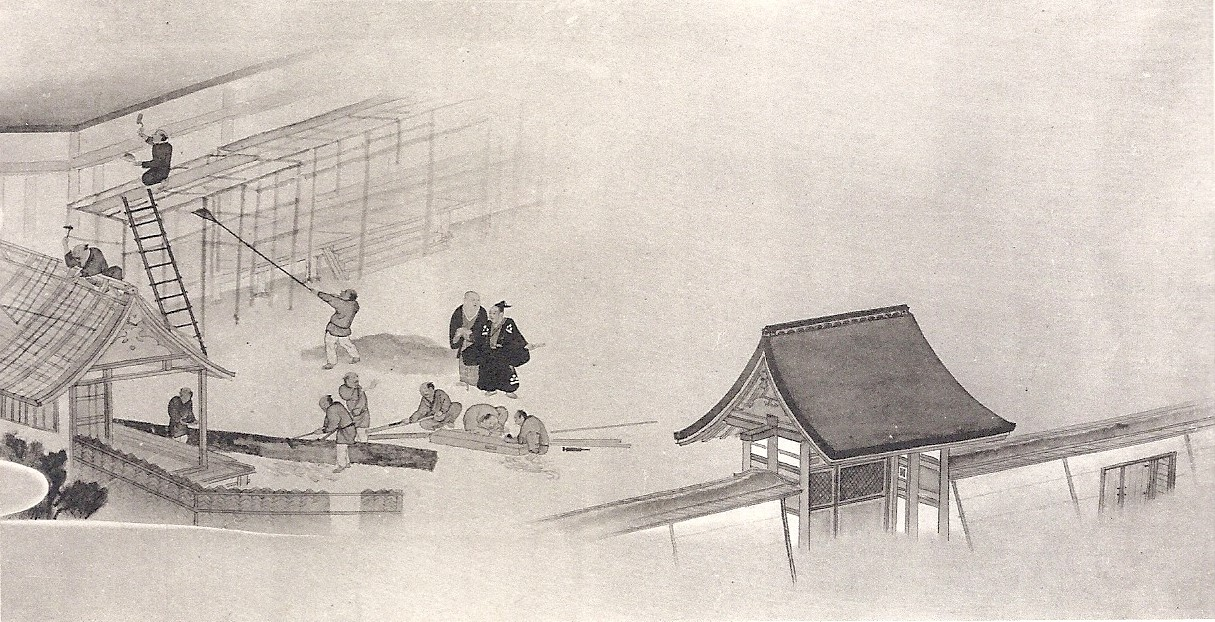
天正5年（1577年）に川端道喜が作事奉行となって行った皇居修理工事場面。「家の鏡」所収

餅屋渡辺として創業した川端道喜は、皇室との関係を強化する中で様々な特権を獲得していく。応仁の乱後、室町幕府の統治能力の低下によって、皇居の警護という幕府の重要な役目を果たすことが困難になってきた。宮廷側から幕府に対してしばしば警備体制の強化を要求するものの、幕府側の対応は不十分で実効性に欠け、業を煮やした宮廷は自衛策を立てていくようになった。
宮廷は近衛家など公家から警備要員を徴発したり、皇居の四方を堀で囲む防御策の強化を図った。しかし公家たちの経済力も低下していて重い賦課には耐えられない。そのような情勢下、成長してきた皇居近くの町組、六町の存在に注目するようになってきた。しかし戦国時代の当時、六町の住民たちに例えばかつての荘園領主のように、賦課として皇居の警護等の役を負わせるのは無理であった。そこで宮廷側としては六町を引き込むために優遇措置を講じるようになった。
前述のように六町は公家と町衆との混住地として発展していた。町衆たちは自然と近所の公家たちとの親交を深めていく。公家との親交を深めていく中で、六町衆たちは天皇が付与する称号、特権などを獲得しやすくなっていく。餅屋の川端道喜は六町の町衆の中で最も成功裡に天皇が付与する特権を獲得し、名誉を得ていった一人であった。
後に出家して道喜を名乗る渡辺彌七郎は、山科言継、言経親子を始めとして公家、武士たちとの親交を深めていく。彌七郎はこのような交流を生かして正親町天皇上臈局の被官人となることに成功する。そして元亀3年（1572年）には居座敷地子役、諸役免除の特権を認められた。つまり領主、地主から賦課されていた地子銭の免除、そして諸役の免除、つまり免税、各種の臨時賦課等の免除の特権を与えられた。
与えられた特権に対して、六町の住民たちは皇居の警護、皇居を巡る堀の普請役を担うようになった。六町の有力者となった初代道喜と又七親子は、天正5年（1577年）、皇居の修理工事を主導した。天正5年（1577年）12月、織田信長から京都所司代に任命されていた村井貞勝は、道喜親子に対して禁裏修理の作事奉行としての働きを賞して、改めて諸役免除の特権を承認した。この禁裏修理の作事奉行としての活躍による諸役免除の特権は、秀吉政権下の天正12年（1584年）、やはり京都所司代を勤めていた前田玄以名で追認されている。
川端道喜には秀吉政権下、六町宛に出された地子免除の朱印状などが遺されているが、これは六町の有力者として皇居修復の作事奉行を勤めた川端道喜のところに、六町宛の書状が遺されたためと考えられている。戦国時代から織豊政権下にかけて、宮廷と六町とは連携を深めていき、一種の連合体を構成していたと推測される。歴史学者の朝尾直弘は、川端道喜に代表される町衆と皇室との関係を「案外、ひとつの家族のように親しい感情があったのでは」としている。
こうして皇室との深い関係を作り上げた初代川端道喜は、天正20年（1592年）に亡くなった際、後陽成天皇から「南無阿弥陀仏」の宸筆が贈られた。

### 千利休らとの交友
初代川端道喜は若い頃、武野紹鴎から茶の湯を学んだと伝えられている。同じく武野紹鴎から茶の湯を学んだ千利休の兄弟弟子ということになり、また利休からの書状から「道喜老人」と呼びかけられていることから、初代川端道喜は利休よりも年長であったと考えられる。「家の鏡」によれば初代川端道喜は利休の弟子で、親しい関係にあったとしており、利休が茶の湯を大成させていく中で弟子となったとの推定もある。
川端家や徳川美術館などに利休からの「朝顔の茶会」への招待状や、川端道喜の菓子を褒める内容の書状など、利休と初代川端道喜との交友を示す書状が遺されている。書状の内容から初代川端道喜は利休主催の茶会にしばしば招かれており、足利義政愛用とされ、利休秘蔵の茶壷「橋立の茶壷」を借り受けたことがあるなど、深い親交があったと考えられている。また古田織部から初代川端道喜宛の、古田織部が初代川端道喜を通じて千利休の茶会に招かれたことを感謝する内容であると見られる書状が遺っている
他に千利休が初代川端道喜を「御前」に紹介したとの内容の書状も確認されている。この書状で利休が川端道喜に紹介した「御前」とは、天皇であるとの推測と、信長ないし秀吉、あるいは信長政権下で京都所時代であった村井貞勝ではないかとの意見がある。利休晩年の茶会「利休百会記」に、初代川端道喜は2回招かれており、うち一回は京都所司代の関係者と同席だったことなどから、初代川端道喜は千利休を始めとする茶人たちと交流を深め、その中で茶の湯を楽しむ秀吉らとの関係を作っていったとの見方もある。

## ちまきの製造販売の開始

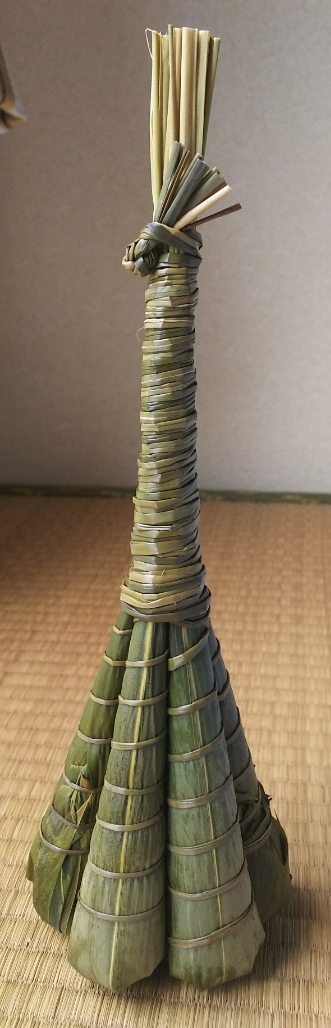
川端道喜製のちまき

16世紀に餅屋として創業した川端道喜は、ちまきの製造販売でも知られるようになった。日本におけるちまきは、チガヤの葉に包んだことに由来していると言われ、マコモやアシの葉に包んだこともあった。なお室町時代には、ちまきは鬼（疫病などの厄）を払うという効果があると信じられていた。
ちまきを笹の葉に包むようになったのは初代川端道喜の考案であるとの言い伝えがある。当時の川端道喜のちまきは、うるち米をできるだけ粒度の細かい上新粉に加工し、湯でこねて団子状にして湯がき、それを臼で搗いた上で笹の葉に包み、再び湯がいて完成させたという。笹の葉は鞍馬山産のものを用いたとされ、川端道喜の祖先と言われる渡辺綱の鬼退治伝承、鬼の世界への出入口とされた鞍馬山の笹を用いたことと、川端道喜がちまきを製造販売するようになったこととの関係性を指摘する説もある。
初代川端道喜の時代からうるち米を原料としたちまきと並んで、葛粉を原料としたちまきの製造を始めたと伝えられている。川端道喜が葛ちまきを作るようになったいきさつとして、応仁の乱後の経済的に困窮した皇室に吉野の国栖の人々が葛粉を献上するようになり、初代川端道喜に葛粉が下賜され、葛ちまきを製造して宮中に納入し始めたとの伝承がある。
なお初代川端道喜の時代から江戸時代にかけての川端道喜のちまきは、葛ちまきも製造販売していたが、主力はうるち米製の白ちまきであった。

### 織田信長、明智光秀とのエピソード
16世紀、川端道喜のちまきを巡っての織田信長、明智光秀らとの逸話が語り伝えられている。織田信長に関しては、上洛直後、世間に名が知れた川端道喜の「御所ちまき」を入手しようと、御所にちまきを買いに行ったとの意地の悪い笑い話が言い伝えられている。
「家の鏡」には、初代川端道喜は山崎の戦いを前にした羽柴秀吉の陣営と、対する明智光秀の陣営双方にちまきを送ったと記されている。川端道喜からの陣中見舞いのちまきを、浮足立っていた明智光秀は笹ごと食べてしまい、その姿を見た人たちは光秀の敗北を確信し、急いで光秀の許を辞去したとのエピソードが伝えられている。
しかし川端家では、教養が高く茶の湯の素養もあった明智光秀は、戦陣中で手もとに懐紙が無かったため、笹を広げて口元を隠しながらちまきを食べていた姿を、笹ごとちまきを食べているものと誤解されたものであると言い伝えられている。

## 新在家への転居と川端道喜の名乗り

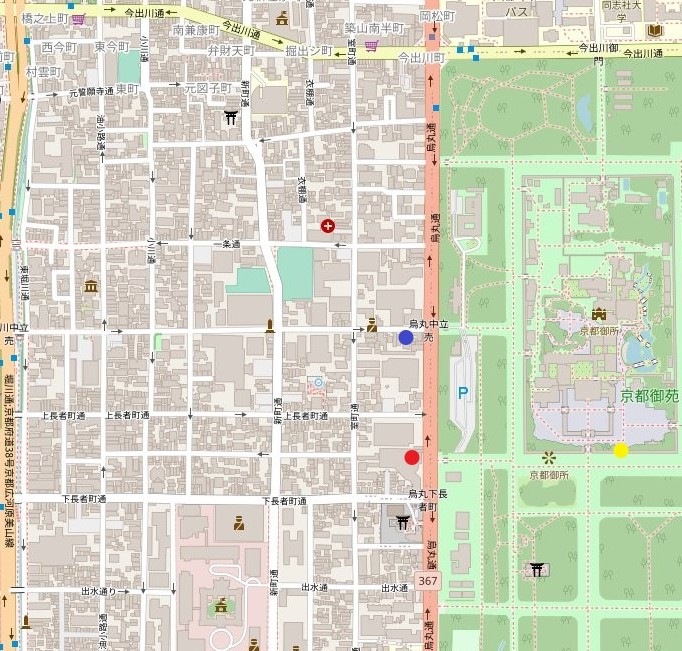
青丸が16世紀初頭創業と考えられる「餅屋渡辺」の推定場所、赤丸が天正19年（1591年）の移転後の蛤御門前の「川端道喜」、黄丸が京都御所の「道喜門」。

秀吉政権下、天正18年（1590年）の町割改正、翌天正19年（1591年）御土居建設等、の京都の都市改造が進められた。その都市改造の一環として天正19年（1591年）閏正月、大名屋敷を建設するために六町の住民たちに住居移転の命令が出された。結局、皇室との密接な関係を築き上げてきた六町の住民たちは移転、分散してしまい、いったん六町の町組は解散する。
しかし六町の旧住民の一部は新在家に移転して、新たに「六丁町」の町組を組織していった。天正19年9月12日（1591年10月29日）には秀吉からこの新設の六丁町に対して地子免除を認める朱印状が公布され、川端道喜に伝わっている。このように六町の伝統は新在家移転後の六丁町に受け継がれ、江戸時代には禁裏六丁組「禁裏御所付御掃除役」となっていく。
川端道喜は天正19年（1591年）の六町の住民移転命令時に新在家に転居したと考えられている。新在家の川端道喜の店は、禁裏の御溝（おかわ）沿いであった。そこで世間の人たちは「川端の道喜」と呼ぶようになり、江戸時代前期の四代目からはこれまでの渡辺姓から川端姓を名乗るようになった。そして川端道喜の名が有名になる中で、町名までも「川端町」と呼ぶようになった。

## 江戸期の宮廷と川端道喜
宝暦4年（1754年）の「御出入商人中所附」という文書に、元禄14年（1701年）時点での禁裏御用商人、いわゆる皇室御用達の商人285名のリストが掲載されている。リストの中で大永6年（1526年）以前より御用を勤めていたとされる商人は「御代々」とされ、計23名の商人がリストアップされていた。
川端道喜は「御出入商人中所附」における菓子、餅、麺類の項において唯一、御代々に分類されていて、18世紀初頭の段階で禁裏御用商人の中でも別格の存在であった。
江戸時代を通じて川端道喜は主に餅、ちまき類を納入しており、主に奥御所の御用を勤めたが、注文に応じて表御所の御用も承っていた。なお表御所からの注文は主に虎屋など他の菓子店が担っていた。
また江戸時代、宮廷に菓子、餅、麺類を納入する商人たちは、土御門家に伺候する形となり、掾の称号が与えられた。川端道喜は元和3年（1617年）に「出羽掾」の称号が与えられ、その後、虎屋など他の禁裏御用を勤める商人たちもそれぞれ「掾」の称号を与えられている。禁裏御用の商人たちは「掾」の名乗りを暖簾に掲げ、世間からの信用を得ていた。

### 餅などの献上、納入

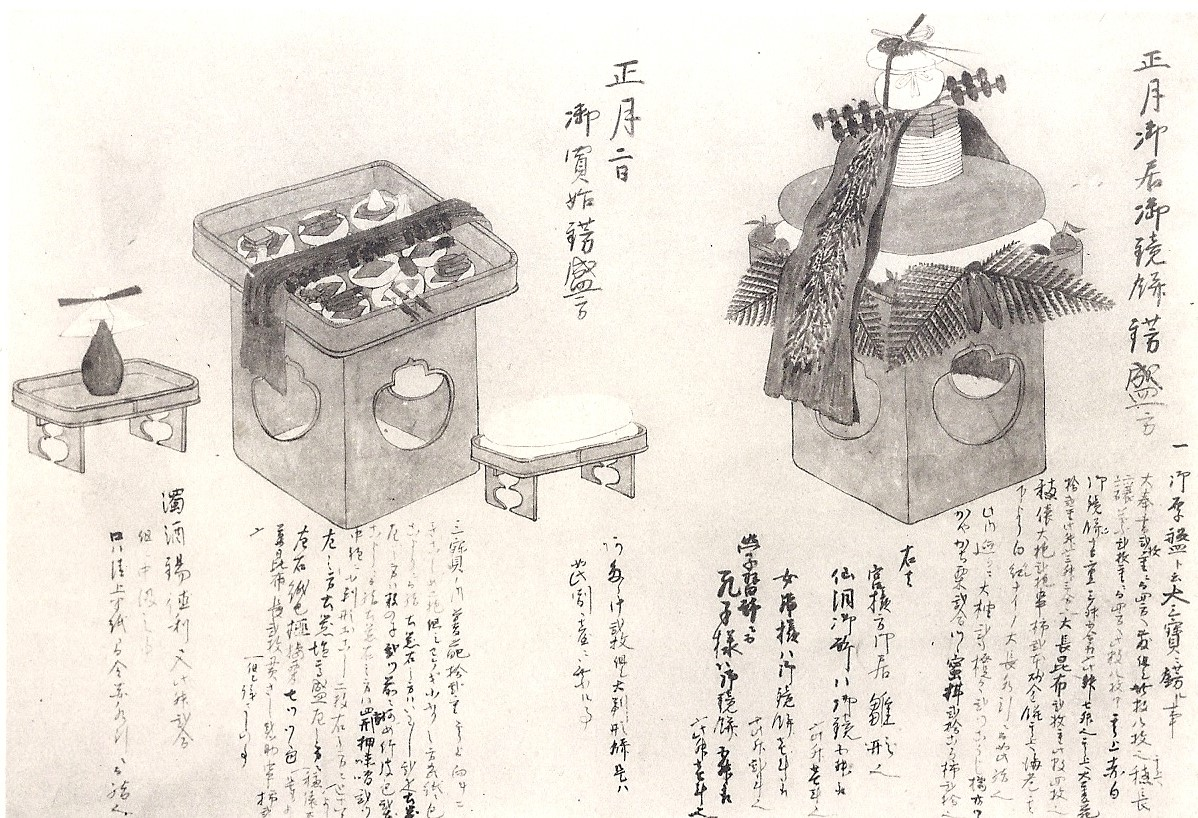
「御定式御用品雛型」の、正月の部分。

江戸時代、宮中の年中行事に際して川端道喜は「御定式」と呼ばれた定められた様式の餅、ちまき等を納入した。なお川端道喜には文化文政期以降のものと推定される「御定式御用品雛型」という絵入りのマニュアルが遺っている。
正月一日のお供えは、川端道喜からの献上品とされて代金は支払われなかった。非常に複雑かつ大規模なものであるため、川端道喜から完成品を搬送することは不可能で、大みそかに皇居内の現場で飾り付けを行わねばならなかった。
正月二日の飾りは「御買始め」と呼ばれ、1月2日以降は代金が支払われるようになった。正月二日の飾りの中には「菱葩」があった。「菱葩」は飾り付けの役目を終えた後、味噌を塗って宮中の正月を祝う宴に供されたり、天皇から臣下への正月祝いの品ともされた。後述のようにこの「菱葩」から、裏千家等の初釜で使用される菱葩餅が考案されることになる。
正月以降も3月3日の節句には菱餅など、5月5日の端午の節句はちまきなど、そして七月のお盆には蒸したもち米を蓮の葉に包んだ蓮飯、8月1日の八朔には藤の花と呼ばれる餅菓子、十月の亥の日には玄猪の餅というように、年中行事に合わせて「御定式」の品々を納入していた。
そして前述のように「御朝物」も江戸時代を通じて、毎朝の献上が続けられていた。また川端道喜の御用には、内侍所への神供があった。川端道喜は正月の餅等の献上に対して、下行米と呼ばれる米を下賜されていた。この下行米は前年の新嘗祭に際して天皇が神前に供えた御洗米を、内侍所で渡される習わしであった。

### 注文の受注
宮中から川端道喜へは、年中行事以外にも臨時に注文が寄せられた。川端道喜には延宝4年（1676年）から安政元年（1854年）までの宮中からの注文を記録した「御用永代要聞記」が遺されている。この「御用永代要聞記」は途中約20年間の記録の欠落があるものの、残りの150年あまりの宮中からの注文の実態が明らかになっている。
「御用永代要聞記」に記録されている注文数は合計1890件であり、飯と餅が約35パーセント、ちまきが約23パーセント、残りがうるち米の粉など菓子の材料等、その他の品の注文であった。
注文数の傾向としては、「御用永代要聞記」に記録されている中で初期の霊元天皇の時代は年間1回以下の注文数であったものが、中絶してしまっていた宮中儀礼の復活に熱心に取り組んだ桜町天皇、そして桃園天皇の頃から増えていく。この増加の背景には皇室領の増加による収入増があったものと考えられている。そして幕末の孝明天皇の時代には、年間30回を超える注文数となっている。
なお、ちまきの注文を例にとると、江戸時代中期は1000本、2000本というようにきりの良い数字での注文であったが、幕末になると物価高騰の影響を受けて、必要数を細かく計算し、1280本など端数が出る注文数となっていく。また米が不作の年には材料である米価が高騰するため、川端道喜も宮廷側に対して価格交渉を行って納入価格を上げてもらい、米価が下落すると価格をもとに戻したりしていた。

#### 飯の注文
飯の注文の約85パーセントは赤飯の注文であった。赤飯は即位式などの慶事に注文があり、最大12石という大量注文となることもあった。宮廷からの赤飯の注文時には配達先の指定があり、2斗、5斗、6斗の三種類の荷桶に入れた状態で配達され、比較的少量の配達を指示された場所用として1斗、5升の容器もあった。即位式では、宮廷で働く人々に対して一人当たり約5合の赤飯が配られたと推定され、即位式終了後、皆、家に持ち帰って家族で食べたものと考えられている。
後述するちまきの大量注文時とともに、これだけの赤飯の大量注文は川端道喜の独力で処理することは出来なかった。そこで他の同業者に応援を頼んだり、近所の六丁衆の助力を仰ぐことになった。前述のように六丁衆は諸役免除の特権を得ており、その代わりとしてこのような皇室の慶事等の御用時には協力し合うことになっていたのである。
赤飯以外の注文としては白蒸ともっそう飯、蓮飯があった。江戸時代の宮廷の習慣として、建築関係では完成時まで赤飯が注文されることは無く、上棟式などは白蒸と呼ばれた蒸したもち米が注文された。その他白蒸は女御の入内、法事等の際に注文された。なお宝暦5年（1755年）の白蒸の注文時に初めて白豆入りの注文がなされたが、その後何も入っていない白蒸よりも白豆入りの頻度が高まり、幕末期にはほぼ白豆入りとなる。このように宮廷からの注文内容にも時代による嗜好の変化がうかがえる。
なお、もっそう飯とは型に入れて抜いたご飯のことを指し、宮廷からの注文はピラミッド型の上部を切り取ったような型のご飯であり、例えば光格天皇即位時の祝能上演に際して黄色と白のもっそう飯1600個の注文があった。

#### 餅の注文
餅の注文には様々な種類の餅があった。1合までの餅は「餅」と言われ、それ以下のものは「小餅」とされた。餅の注文は例えば黄赤の餅は葬儀や法事、赤白の餅は八十歳の賀、お七夜など、祝い事に際して注文された。
また小戴と呼ばれる丸く平べったい餅の真ん中に小豆を載せた餅は、女御らの着帯や鉄漿初などといった人生儀礼や、上棟式など建築関係の祝い事に注文された。なお、着帯時には本人からの小戴の大量注文があるのが通例で、小戴の中でも嗜好を変えた新製品の注文や、また同時期に複数の女性の着帯があった場合には、注文数を競い合ったりしていたことが「御用永代要聞記」から読み取れる。
なお、草あん餅、あん餅、そして御所言葉でうきうき、ひがひがなどと呼んだ団子のようなものなど、いわゆる餅菓子の注文が入ることもあった。

#### ちまきの注文
ちまきの注文の多くは、上新粉を練って笹で包んだ白ちまきであった。味は付けていないので食べ方としては敷砂糖と言い、器に砂糖を敷いてまぶしながら食べたり、また澄まし汁に入れて食べることもあった。また白ちまき以外では黄色いちまき、その他砂糖ちまきなどの注文が入ることもあった。
ちまきは葬儀や法事の際や、即位式や大嘗祭などに際して、餅類や赤飯と同時に注文された。貞享元年（1684年）6月の東福門院七回忌に11000本、そして宝暦13年（1763年）11月の後桜町天皇即位式に際しては19800本という白ちまきの大量注文があった。このような大量注文を受けると赤飯の大量注文時と同じく、川端道喜はご近所である六丁衆の助力を受けて大量注文に応じた。

#### 菓子材料等の注文
天保年間以降、川端道喜にうるち米の粉、濾小豆など菓子の材料となる品物の注文がなされるようになった。経費節減のため材料を購入して菓子を作るようになったのか、それとも趣味等で宮廷内で菓子を作るようになった等の理由が考えられるが、はっきりとした事情はわからない。

### 川端道喜の灰
川端道喜が宮廷に納めていた品には、灰があった。「家の鏡」には、川端道喜は先祖からまことを尽くして火を清めているので、宮中では御神事、神社御参向などのことなどがある場合には、川端道喜の火を用いる決まりとなっているとしている。
実際、宮中の神事や伊勢神宮等の神社への勅使派遣時、その勅使の家において川端道喜の火を用いるならわしだった。また宮中に不幸があって喪に服する場合や出産時には、台所等で用いる灰を全て捨てて、川端道喜が納める灰に入れ替える習慣であった。
「御用永代要聞記」には灰の注文も記載されており、例えば仁孝天皇の崩御後には計53俵の灰を納めている。川端道喜では火の清さを守り通すために、かまどで薪や柴以外のもの、例えば紙屑などを燃やすこと厳禁にしていた。
なお、宮中に灰を納める必要性が無くなった明治以降も、川端道喜のかまどでは薪、柴以外の、紙、ちまきを巻く笹や藺草等を燃やしてはならないしきたりが守られていた。

## 粽司川端道喜

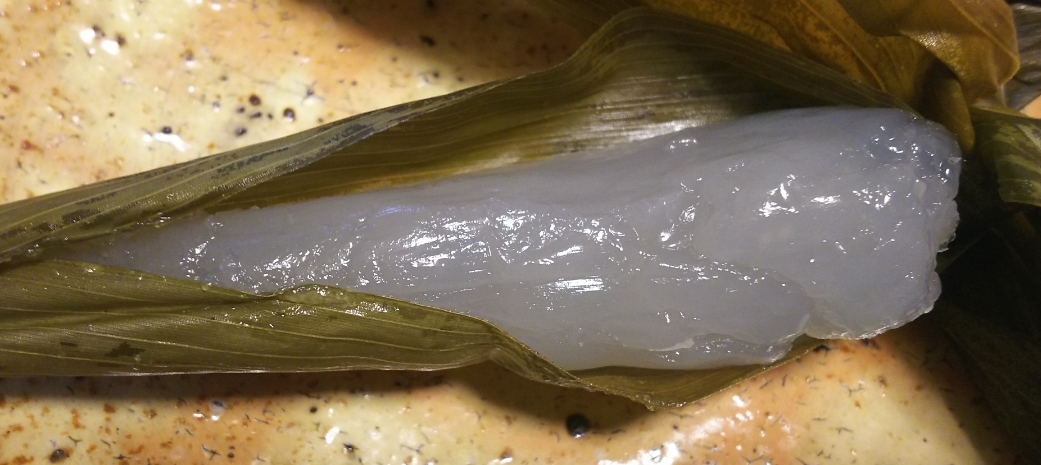
川端道喜製の水仙ちまき

江戸時代を通じて、川端道喜は宮廷と公家相手に御用を勤めることがメインであり、一般客には宮廷、公家の「お余り」を販売するといった意識で、客商売は積極的ではなかったと言われている。
しかし江戸時代前期から、川端道喜のちまきは世間に広く知られていた。まず延宝4年（1676年）刊行の、黒川道祐による京都の地誌、「日次紀事」では、渡辺道喜のちまきのことを取り上げている。
貞享元年（1684年）に刊行された井原西鶴の「諸艶大鑑」では、6月16日の嘉祥の日に食すべき菓子として、虎屋の羊羹、二口屋の饅頭などとともに川端道喜の笹ちまきを挙げている。
「諸艶大鑑」と同じく、貞享元年（1684年）刊行の黒川道祐著の「雍州府志」においては、川端道喜のちまきは「粉色清潔」「風味淡美」で他の追随を許さない逸品であり、内裏にちまきを供することから「内裏ちまき」とも呼ばれ、さらに川端道喜のちまきを巻く笹は、洛北鞍馬山の笹を使用していると記述している。
また貞享2年（1685年）に刊行された、京都における商店等の評判記である「京羽二重」にも、ちまき屋として川端道喜の名前が挙げられている。
四代川端道喜道怡は東福門院の寵愛を受け、川端道喜には四代川端道喜が東福門院から賜った香合や御提重、竹かごの茶器、屏風などが遺されている。この四代川端道喜の時代から粽司と呼ばれるようになり、また前述のように禁裏の御溝（おかわ）沿いの店にちなんで、世間から川端の道喜と呼ばれるようになったため、渡辺姓から川端姓へと変更したのも四代道喜の時代である。

## 九代愼政の業績
川端道喜では基本的に一子相伝の形で家業が継承されていった。16世紀以降、3代目までは襲名後は本名から渡辺道喜、4代目以降は川端道喜を名乗った。
ただし一度、川端道和が分家してちまきの製造販売を行うようになったものの、比較的短期間で絶家となっている。また五代常悦は放逸が原因で当主の座を追われている。
九代川端道喜愼政は、明和年間に19歳で家業を継ぎ、18世紀後半から19世紀初頭にかけて川端道喜の経営を担った。九代道喜は国学や儒学を学び、裏千家の分流となる速水流の祖、速水宗達を茶道の師匠とした。そして当時の文人らとの交流を深め、彼らの協力を仰いで家史である「家の鏡」の編纂事業を行った。

### 「家の鏡」の編纂

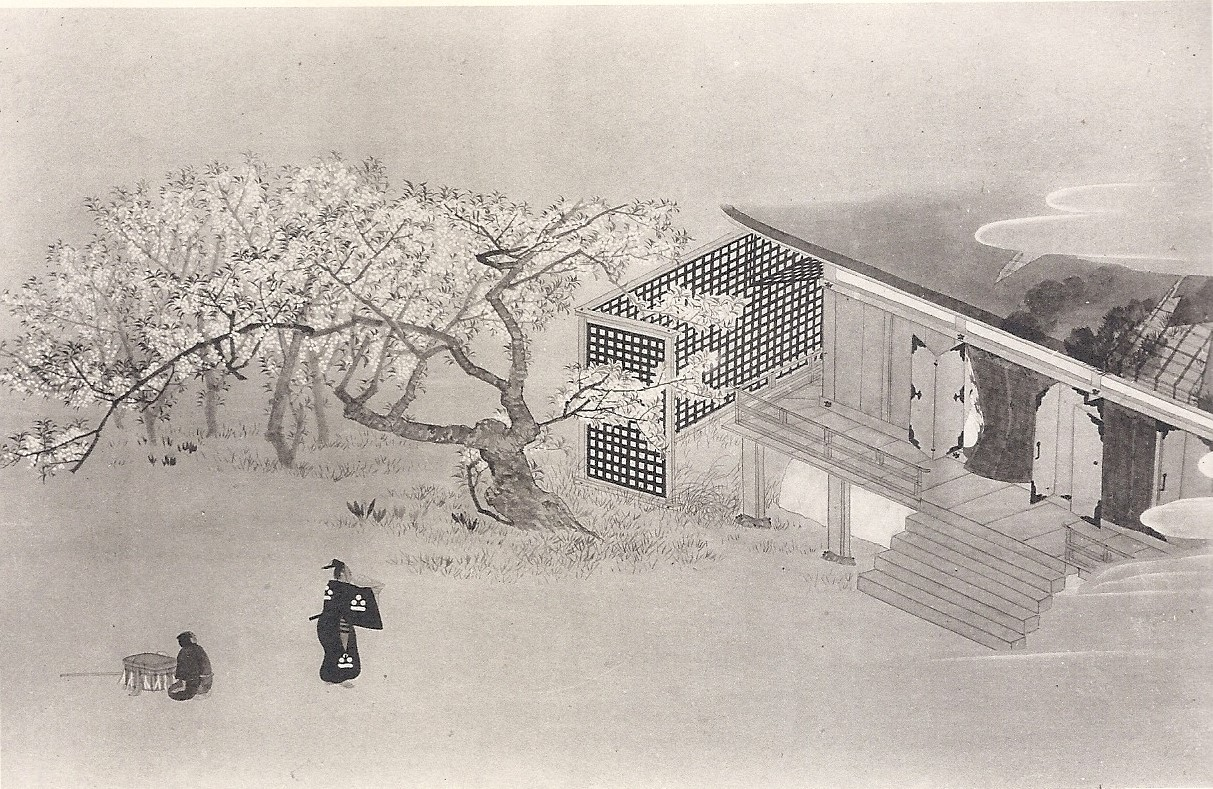
「家の鏡」に描かれた、川端道喜の内侍所供御供献の場面。原在正作。

九代道喜は、初代川端道喜の功績を子々孫々にまで伝え、初代からの意志を継いで家業を守り続けていくことを目的として、初代道喜の業績や心がけをまとめた家史の編纂を志した。
文化元年（1804年）に家史の編纂は始められた。国学者の富士谷御杖が家伝をまとめ、京都画壇の絵師、原在正が絵画を描いて本編とし、富士谷御杖の叔父、儒学者の皆川淇園が漢文の序文を寄せ、伴蒿蹊が跋文を書いた。文化2年（1805年）に家史は完成し、「家の鏡」と題された。

### 起請文の作成
九代道喜は、もう一つ川端家にとって重要なものを遺したと言われている。祖先伝来の遺訓を、確実に守り通して稼業を相続していくべしとして、九代道喜は「川端道喜の起請文」をまとめた。
この起請文は現在も川端道喜のモットーとして、製品の包み紙に印刷されている。

## 幕末から明治にかけて
嘉永2年（1849年）4月、十二代川端道喜正興が家業を継いだ。家業を継いだ十二代道喜は、関係先に家業継承に関しての口上書を提出した上で、孝明天皇、四親王家には赤白の大鏡餅や鯛、酒樽を贈るなど、宮廷の関係者に様々な品物や金品を送った。その結果、嘉永5年（1852年）、二十人扶持の家禄を与えられることになった。
二十人扶持を獲得した川端道喜であったが、幕末期の激動は経営に大きな影響を与えた。嘉永6年（1853年）の「御用永代要聞記」には、黒船来航についての記事を書きながら、御所向きの御倹約の意向により注文数が減少していると記している。そして翌嘉永7年（1854年）には御所が焼失してしまう。十五代川端道喜はこの年に「御用永代要聞記」が終了しているのは、御所の焼失の影響ではないかと推測している。
そして元治元年（1864年）の禁門の変に伴って発生したどんどん焼けで、蛤御門前の川端道喜は焼失してしまう。ただし情勢が緊迫化してから戦闘開始まで多少の時間の猶予があったため、商売道具の一部などは避難させることが出来た。
明治維新後、十二代道喜は明治4年（1871年）と明治6年（1873年）、これまで京都で行ってきた宮中の年中行事での餅等の作り方や飾り、盛り付けの指南のために東京に赴き、宮中の大膳職に伝授した。その際、マニュアルに当たる「御定式御用品雛型」を転写し、原本は京都に持ち帰った。
そもそも宮内省などから十二代道喜は再三、東京移住を勧められていたという。しかし京都市民の東京奠都に反対する嘆願にも参加していた十二代道喜は京都に留まり続ける。十二代道喜は東京は「水が合わん」と言って京都へと戻ってきたとも伝えられている。

### 度重なる嘆願
大口の取引先であった宮廷が東京へ行ってしまい、公家たちの多くも京都を離れ東京に住まいを移していく中、川端道喜の収入は激減する。経営難に直面した十二代道喜は、盛んに宮内卿宛てに、川端道喜の経営難を訴え、援助を求める内容の嘆願書を送り付けた。嘆願を続ける中で十二代道喜は、16世紀初頭から明治初年の東京奠都直前までの350年あまり続けられた、「御朝物」の代金総額を算定したりもした。
嘆願の効果が出たのか、明治12年（1879年）1月29日、これまでの皇室への忠誠を賞し、川端道喜は士族に列せられ、菊の紋章入り銀杯と300円が下賜された。
しかし十二代道喜はここで嘆願を止めなかった。今度は嘉永5年（1853年）に与えられた二十人扶持の復活を宮内大臣の土方久元に嘆願した。しかしこの嘆願は約10年間店晒しされたあげく、曾禰荒助大蔵大臣から却下が通告された。

### 茶道用菓子への転身と様々な経営努力
十二代道喜は宮内省への嘆願を繰り返すとともに、新しい時代への対応に努力していた。幕末から明治初年にかけて、裏千家の宗匠は十一代玄々斎であった。玄々斎は慶応2年（1866年）正月の禁中献茶の折、宮中から拝領した「菱葩」に着目した。皇室から許可を貰った上で、玄々斎は「菱葩」を十二代道喜とともに改良を重ね、初釜で使用される菱葩餅となった。菱葩餅は、正月の菓子として人気となり、各地で作られるようになった。東京奠都後、長年の宮廷との縁が切れた後、十二代道喜はこれまで宮中に納入していた餅類を、菱葩餅のように茶席で用いられるようにアレンジして、茶道に食い込んでいく。
禁裏御用から茶席で用いられる菓子へと商売を変更する過程で、川端道喜の主力商品であったちまきにも大きな変化が起きた。明治維新後、京都における茶道も宮廷や公家といった大口の商売相手を失い、生き残り策を模索していた。そのような中で茶菓子に求める条件が厳しくなった。これまでの川端道喜製の主なちまきは、上新粉を原料とした団子系の白ちまきであった。しかし団子系のちまきは噛みにくくのど越しが悪いとのことで茶席では敬遠されるようになった。茶席で採用されたのは葛ちまきであり、結果として白ちまきは祇園の一力茶屋からの特別注文などの場合を除き、作られないようになり、戦後は全く作られなくなる。
川端道喜は数軒の和菓子店と共同で「御菓子券」の発行も行った。御菓子券とは商品券のようなもので、御菓子券を販売することによって川端道喜などの和菓子屋は手っ取り早く現金収入を得ることが出来た。しかし券を持参した客には商品を引き渡さねばならないのに、和菓子店の中には商品を渡さずに夜逃げをする事態が発生し、約10年ほどで御菓子券の販売は中止を余儀なくされる。
なお十二代道喜は、店の経営収入だけでは生計の維持が困難であったため、川端道喜の敷地内に6軒の借家を建設し、家賃収入を得るようにした。また戦前期、後継者である嗣子は銀行員として勤務する等、外に働きに出て生計の足しにしていた。

## 明治後期から昭和戦前期にかけて

### 和菓子の大衆化、俗化と川端道喜
明治時代になると砂糖の輸入が自由化されたため、初期投資が比較的少なくて済む和菓子製造業に参入する業者が増加していく。国内外の博覧会、展覧会、共進会等に和菓子を出品して賞を獲得したり、洋菓子の技術を応用した新しい和菓子が考案されるなど、和菓子業界に新たな動きが進んでいった。
その一方で京都伝統の和菓子の俗化も進んでいった。和洋折衷の「新しい和菓子」は値段も比較的安価で、和菓子製造業者の増加と相まって「自称名物」が続々と誕生していく。大正時代に入ると茶道の流行もあって京菓子は隆盛の時代を迎え、売り上げも好調であった。しかし内容的には更に俗化が進み、ともすると伝統が忘れ去られるようになった。
昭和時代になると、時流に流され、俗化が目立ってきた京菓子の在り方に対する反省と今後を見据え、十四代川端道喜らを中心として「京都菓子研究会」が創設された。「京都菓子研究会」は、全国各地の銘菓を取り寄せて研究会を開催したり、芸術家とのコラボ企画を行ったり、工場の視察を実施するなど、京菓子の品質向上を目指した活動を行った。しかし戦時下の情勢悪化に伴い、活動の中断を余儀なくされた。

### 戦時中の川端道喜
川端道喜の「御朝物」の献上は、商人の忠節という題材で戦時中の教科書に掲載された。しかし昭和15年（1940年）頃から、砂糖など和菓子原料の入手が困難になり始めた。そして戦時体制が教唆される中、和菓子の製造販売は白眼視されるようになる。物不足が深刻化する中、茶道に出されるお茶菓子は統制のやり玉に挙げられた
昭和17年（1942年）には配給の円滑適正化の名のもとに、和菓子業者の整理統合が押し進められ、次々と転廃業に追い込まれた。危機感を抱いた京都の表千家、裏千家など九流派の茶道家たちは、昭和17年（1942年）2月に「京都茶道教材協議会」を発足させ、茶菓子の確保を図った。その結果、同年3月から茶道の稽古用菓子の特別配給が認められた。京都府も戦時下において残すべき伝統的な和菓子の選定を進めることになり、9月には「生菓子特殊品審査会」を立ち上げた。結局、約80の候補和菓子の中から、一店につき一品目という制限を設けた上で、農林省の規定に基づき、和生菓子特殊銘柄品として18品目を指定した。川端道喜のちまきも指定品目に選ばれたため、「特殊銘柄品」として製造販売が認められた。
ところが戦時下の経済状況の著しい悪化によって「和生菓子特殊銘柄品」の指定も有名無実化した。京都府当局は識者の意見に基づき、改めて川端道喜など7軒の和菓子店で「京都銘菓協会」を組織させた。「京都銘菓協会」以外で営業を続けられたのは虎屋など数軒の和菓子店に過ぎず、終戦時までまがりなりにも営業が認められた京都の和菓子店は十数軒に過ぎなかった。しかし「京都銘菓協会」に加入して営業を認められていた川端道喜においても、材料となる砂糖や小豆等の特別配給があったわけではない。そのため通年の営業は不可能で、数カ月に一度程度の配給が行われた後に細々と製造販売を行っていた。しかし結局、昭和19年（1944年）には事実上の休業を余儀なくされた。

## 戦後の川端道喜

### 伝統の継承と社会との関わり

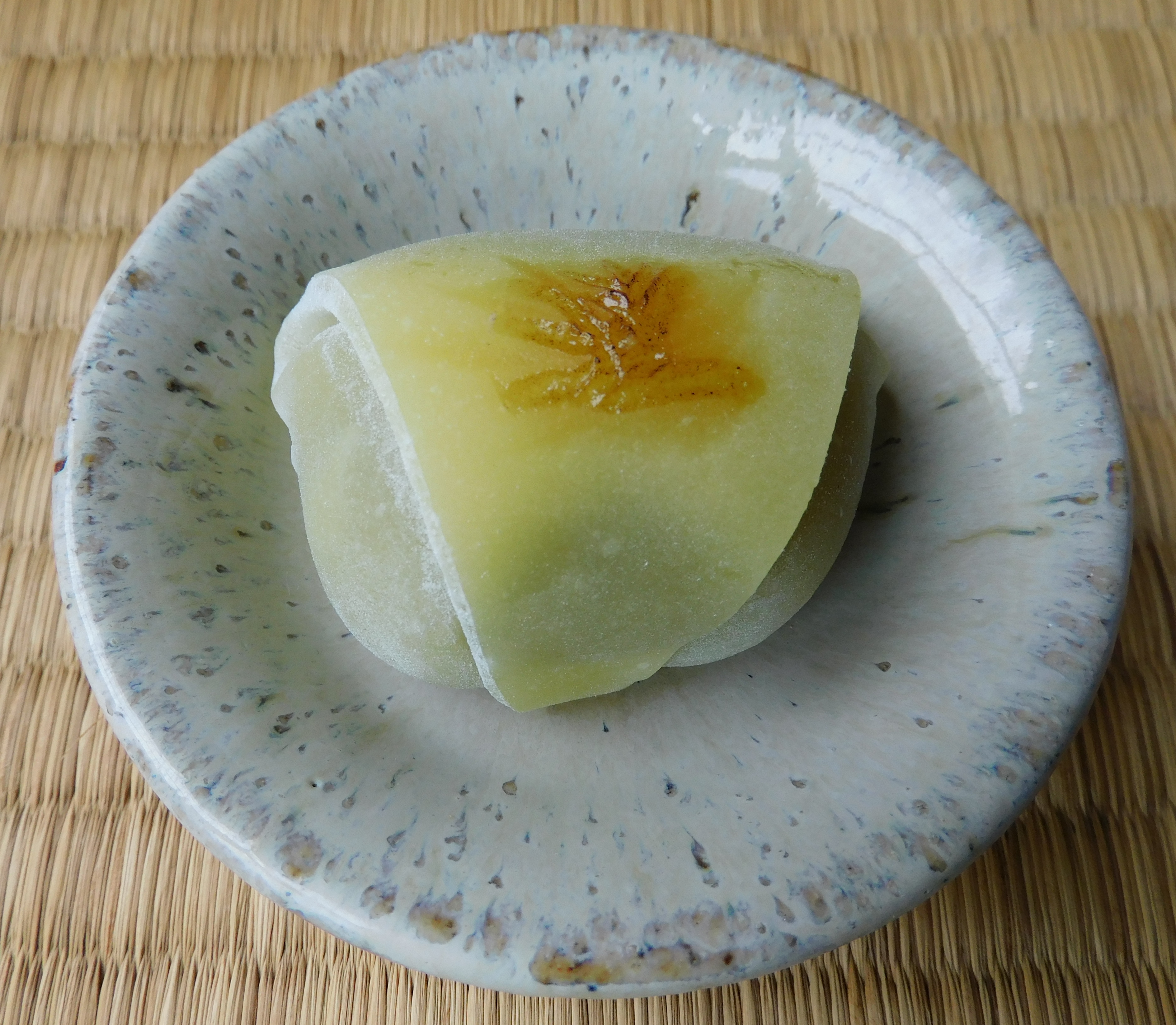
川端道喜製の生菓子「薄衣」

戦後、川端道喜はすぐに営業を再開することは出来なかった。原因は物不足であった。砂糖の入手が困難な中、合成甘味料を使った和菓子が横行していた。
戦後の混乱期、十四代道喜は、菓子材料の入手困難にかこつけて粗悪な和菓子が横行している事態を嘆き、「極端な利潤追求の観念から離れて、親切な製品を作りだすこと」、そして「京洛の真（まこと）の味を伝え、その心を味わう都人があって欲しい」と訴え、「伝統の味、歴史の味、日本的感覚のまことを守る店が、たとえ少なくとも京都だけには片隅には存在することを」心から願うとした。
昭和24年（1949年）5月、京都名物として広く認知されていて、一流の信用がある食べ物関連の店の集まりとして「百味會」が京都商工会議所で発足した。十四代道喜は百味會の発足に尽力し、会の活動を通じて、京名物と呼ばれる、生活の潤いであり楽しみでもある京都伝統の暖簾を保存していくことを願い、百味會は「売らんかな」の商業主義の団体では断じて無いと主張した。
十四代川端道喜は昭和25年（1950年）1月10日に亡くなった。十四代道喜は京都二商在学時は雄弁で鳴らし、全国的にその存在が知られているほどであった。京都二商卒業後は青年民政党を設立し、区会議員から市会議員と政治の道を歩むようになった。また京都市の実業青年団と生菓子工業組合の理事長として実業界でも活躍した。また前述のような京菓子の伝統を守るための活動とともに、多くの随筆、評論を執筆し、「開化」という文芸研究の雑誌を出版したことがあるなど、文化人としても高い教養を持っていた。
子の十五代道喜によれば、十四代は尾崎秀実や中野正剛との親交があり、ゾルゲ事件発覚後、治安維持法で検挙されてその後も特高による執拗な尾行を受け続けたため、近衛文麿に頼み込んで大政翼賛会の役職に就けてもらったという。恩師に当たる藤田徳松によれば、昭和16年（1941年）4月に京都市会議員を辞職し、翌昭和17年（1942年）6月には民主主義的思想を忌避されて大政翼賛会、翼賛壮年団の役職辞任を強要されたという。
十五代道喜の時代になって、昭和40年代にこれまでの京都御所蛤御門前の店から、上賀茂神社近くへと移転した。江戸時代以前からの蛤御門前の店を畳んで上賀茂へと移転した理由は、新規事業の旅館業が上手く行かなくなったためだった。先祖伝来の家屋を失う中で、関係者たちは改めて九代道喜がまとめた起請文の精神に立ち返って、ちまきなどの和菓子を作っていく決意を固めた。
その後、京都市街地の水質悪化から美味しい水を求めて、昭和61年（1986年）末に大原へと移転する。しかし移転後、普段の大原の水は良質であるが、大雨になると濁りが生じてしまうことがわかった。京都市側と話し合ってみても解決策が見つからず、その上、大原の近くの滋賀県側にごみ焼却施設が出来るとの話が持ち上がったため、すぐに京都市街地の北山に戻って来ることになった。
十五代川端道喜は昭和63年（1988年）には戸籍上の名前も川端道喜と改名した。十五代は多くの文化人との交流でも知られ、京都を代表する文化人の一人とされ、著書の「和菓子の京都」はベストセラーとなった。また社会運動、政治活動にも熱心であり、京都の街並みを守る活動を行っていた「21京を創る懇話会代表世話人」として活躍し、平成元年（1989年）の京都市長選では木村万平陣営の選挙事務長を務めた。十五代川端道喜は平成2年（1990年）夏、加藤周一との対談で「50年先、100年先に誇れる京都を残せ」と訴えたが、この対談が公的な最後の仕事となり、平成2年（1990年）7月29日に亡くなった。

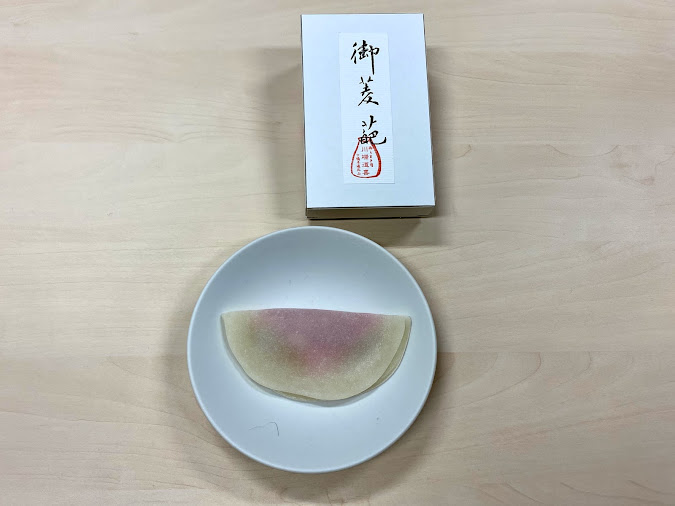
「御菱葩（おんひしはなびら）」。正月に供される餅菓子・花びら餅。

平成11年（1999年）の年末、十六代川端道喜は体調を崩しながらも妻の知嘉子に菱葩餅の製法を伝授した。その後十六代は平成12年（2000年）4月3日に亡くなった。夫の死後は知嘉子が中心となって家業を守っている。また知嘉子は画家としても活動している。
なお、昭和58年（1983年）6月1日、永正9年（1512年）の室町幕府奉公人連署奉書から明治時代に至る川端道喜所蔵の文章100点は、貴重な歴史史料として京都市の文化財に登録された。

### 商品とモットー

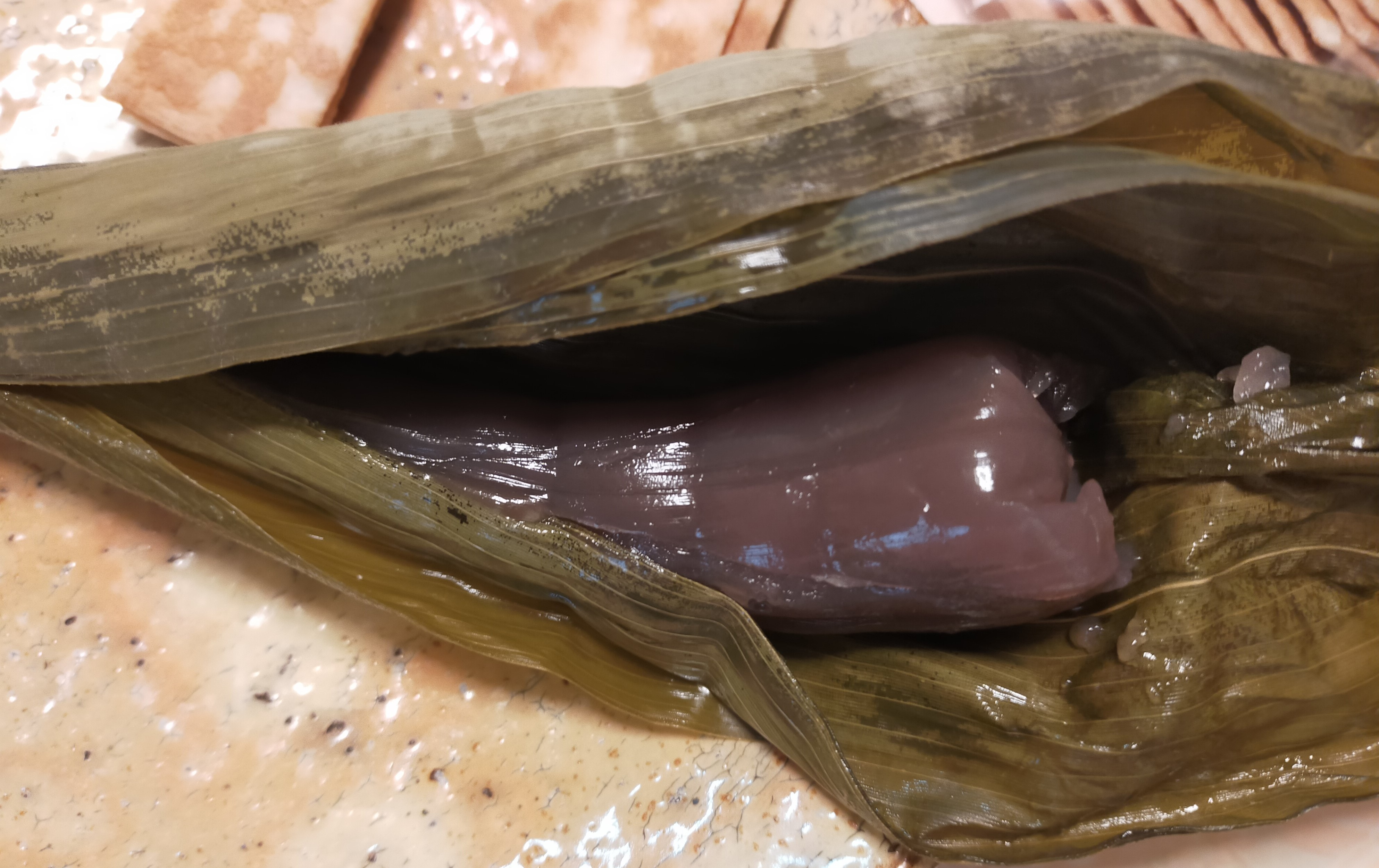
羊羹ちまき

川端道喜の和菓子はちまきと生菓子である。ちまきは葛の風味を生かした水仙ちまきと餡を練り込んだ羊羹ちまきがある。生菓子は主に裏千家などでの茶席で茶菓子として供される。水仙ちまきは2005年9月10日、日本経済新聞に掲載された、和菓子の専門家による投票で決められた「おすすめの和菓子」で第1位の評価であった。
ちまきも生菓子もこれまで一子相伝のレシピのようなものはなく、歴代当主がそれぞれ工夫をしながら製造してきた。ともに食品添加物等は一切加えていないために日持ちがせず、機械化もしていないため大量生産は行えない。防腐剤を使用していないこともあって、8月は店を休む。また受注した注文分を製造する受注生産である。原材料もちまきの場合、餡、砂糖、葛粉。生菓子の場合は餡、砂糖、餅粉、道明寺粉それに色素とシンプルであり、色素も出来る限り天然色素を用いている。ちまきも生菓子も茶菓子として出過ぎることがなく、お茶を引き立てるような風味を出すことを心がけている。

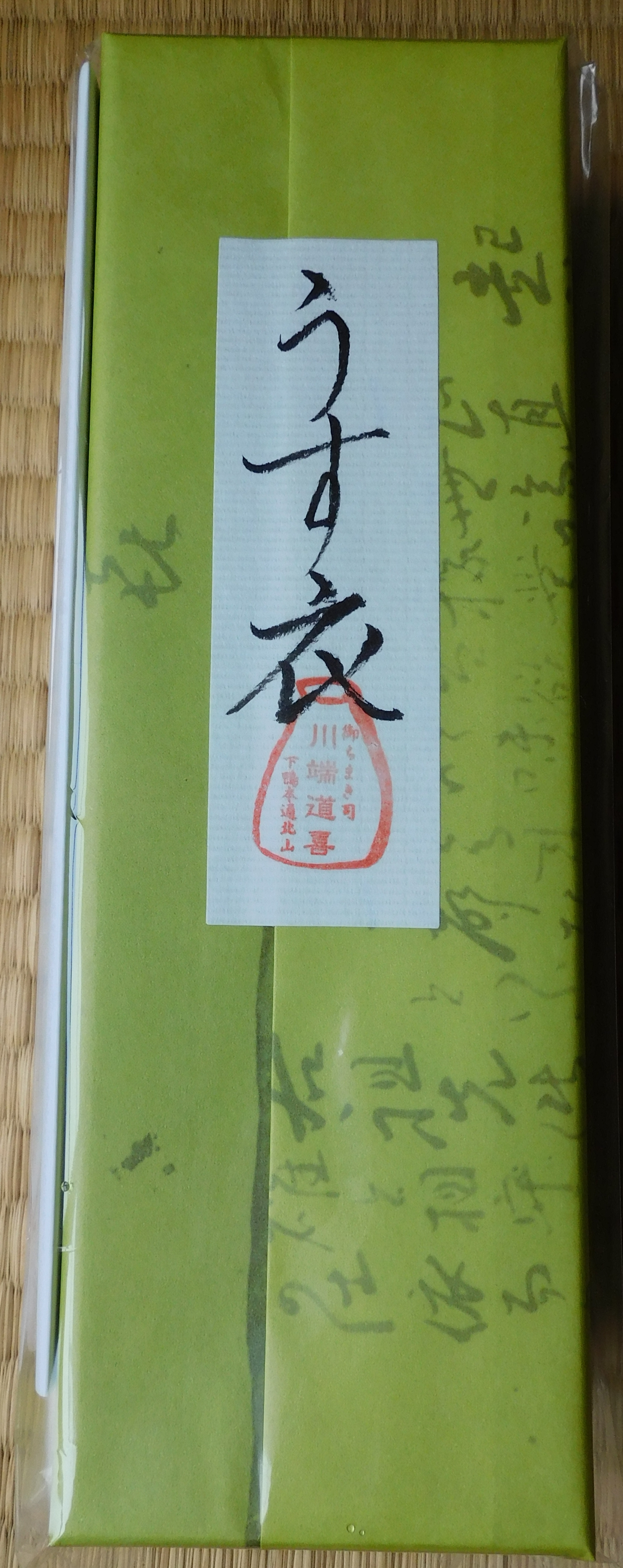
起請文が印刷された川端道喜の包み紙。

主力商品のちまきは、初節句用に5月の需要が特に多い。また祇園祭の前にちまきをお供えとして決められた町内に届ける習慣が続けられている。ちまきは基本的には江戸時代と同様の製法を守り続けており、製造道具も釜がガス釜となったくらいしか変わっていない具体的には笹で包んだ上にイグサの芯を抜いたイガラというもので巻き上げた上で、熱湯で湯がいて製品化する。こうすることによって余分な甘みや香りが抜けて、茶席用にふさわしいちまきとなる。これは蒸して作られる通常のちまきとは異なる、川端道喜独自の製法である。
宮中に餅菓子などを献上していた伝統を踏まえた生菓子は、季節ごとの嗜好を凝らした茶席用菓子として経営の中核を担っている。前述のように裏千家の玄々斎と十二代川端道喜とで創り出した菱葩餅は裏千家の初釜式で供されている。菱葩餅作りに追われる1月と、初節句用のちまきの大量注文をさばく5月は川端道喜の繁忙期である。11月には千宗旦が植えたと伝えられる宗旦銀杏のぎんなんが川端道喜に持ち込まれ、銀杏餅として茶会で供されているまた裏千家の11月の炉開きには川端道喜製の生菓子「玄猪」が供される。裏千家は2017年、川端道喜に第15回茶道文化貢献賞を贈っている 。そして速水流の聖護院での茶会にも生菓子を納入している。
21世紀に入る頃からは京都付近で採れる笹が減少した。笹の供給不足は続き、性質が異なるものの他の地域の笹も工夫して使用せざるを得なくなる。平成12年（2000年）に当主である第十六代川端道喜が亡くなったことも、家族経営でちまきを製造してきた川端道喜にとって大きな痛手であった。このような状況下ではちまきの製造量を大幅に減らさざるを得なくなったため、生菓子の製造に力を入れ、生産量を増やすことになった。その結果として大茶会用の注文販売であり、小売りが無くて一般客の入手が難しかった生菓子の購入が容易になった。
また起請文の「声なくして人を呼ぶ」に従って、宣伝をして人を呼ぶのではないと考えている。ひとりひとりのお客様と直接お話する方がふさわしいとの考えから、店のホームページも無い。そしてネット販売の誘いを受けた際も断った。
コロナ禍の中で令和3年（2021年）の裏千家初釜式が中止となるなど大茶会の中止が相次ぎ、経営にとって痛手となった。そこで生菓子の店頭予約販売回数を増やすなどの対応を行っていく予定である。